# Guix System
Guix System (bis Guix 1.0: Guix System Distribution, abgekürzt GuixSD) ist eine Linux-Distribution, die auf der Paketverwaltungsoftware GNU Guix aufbaut. Sie nutzt Linux-libre als Kernel, aber auch eine Variante mit GNU Hurd wird entwickelt. Am 3. Februar 2015 wurde die Distribution zur Liste freier Linux-Distributionen der Free Software Foundation hinzugefügt.

## GNU Guix
Guix System basiert auf GNU Guix, einem Paket- und Konfigurationsmanager – welches sich der Mechanismen von Nix bedient. Dieser verwendet GNU Guile (eine Scheme-Implementierung) für alle Pakete und deklarativ für die gesamte Systemkonfiguration.

## GNU Shepherd
Guix System nutzt das Initsystem GNU Shepherd, das vom Guix-Projekt selbst in GNU Guile entwickelt wird. Es war früher bekannt als „dmd“, was für „daemon managing daemons“ steht, zu Deutsch „Dämon, der Dämonen managt“. Shepherd wurde ursprünglich für GNU Hurd entwickelt und dann von Guix System übernommen.